# Gulli Ewerlund
Hulda Gunhild Axelina „Gulli“ Ewerlund (* 13. Oktober 1902 in Malmö; † 10. Juni 1985 ebenda) war eine schwedische Schwimmerin.

## Karriere
Ewerlund nahm 1924 an den Olympischen Spielen in Paris teil. Über 100 m und 400 m Freistil schied sie im Vorlauf aus. Mit der Staffel über 4 × 100 m Freistil gewann die Schwedin Bronze.